# Jezioro Żurskie
Jezioro Żurskie – sztuczny zbiornik wodny o powierzchni ok. 440 ha na rzece Wdzie, na Wysoczyźnie Świeckiej, w województwie kujawsko-pomorskim.

## Nazwa
Jezioro Żurskie znane jest również pod innymi nazwami, takimi jak: Jezioro Tleńskie, Zalew Żurski, Zalew Żur, Jezioro Żurowskie, Zbiornik Żurowski czy Zbiornik Żur.

## Historia
Zbiornik został utworzony w 1929 roku w celach energetycznych (elektrownia wodna). Elektrownia wodna Żur (o mocy 8 MW) została oddana do eksploatacji w grudniu 1929 roku przez ówczesnego prezydenta Mościckiego. Głównym celem było zaopatrzenie w prąd budującego się portu w Gdyni. Obecnie wykorzystywany głównie jako teren do uprawiania sportów wodnych. Spiętrzenie rzeki Wdy o 16 metrów doprowadziło do utworzenia zbiornika o powierzchni 440 ha. Wody zbiornika połączyły się z istniejącym wcześniej jeziorem Mukrza.

## Warunki naturalne
Długość zalewu to około 12 kilometrów, linia brzegowa natomiast około 34. Maksymalna głębokość dochodzi do 18 m, średnio około 8. Wyszczególnione zostały trzy wyspy, z której największą jest Madera.
Półwyspy obficie porośnięte bujnym drzewostanem mieszanym. W jeziorze występują bobry, z ryb między innymi okonie i płocie. Wskutek erozji wodnej (poziomej i pionowej) powstały liczne osuwiska abrazyjne sięgające kilkunastu metrów, które stały się siedliskiem niektórych gatunków ptaków, na przykład zimorodka.